# 봄어리표범나비
봄어리표범나비는 나비목 네발나비과의 곤충이다. 날개의 길이는 17~19mm이다.
유충은 쌍떡잎식물과 개불알풀을 먹는다.